# Minamiaizu (district)
Minamiaizu (南会津郡, Minamiaizu-gun) is een district van de prefectuur Fukushima  in Japan.
Op 1 april 2009 had het district een geschatte bevolking van 30.832 inwoners en een bevolkingsdichtheid van 13,2 inwoners per km². De totale oppervlakte bedraagt 2341,64 km².

## Dorpen en gemeenten
- Hinoemata
- Minamiaizu
- Shimogo
- Tadami

## Geschiedenis
- Op 20 maart 2006 smolten de gemeenten Tajima, Tateiwa, Ina (Fukushima) en Nangō samen tot de nieuwe gemeente Minamiaizu.

Steden:
Aizuwakamatsu · Date · Fukushima (hoofdstad) · Iwaki · Kitakata · Koriyama · Minamisoma · Motomiya · Nihonmatsu · Shirakawa · Soma · Sukagawa · Tamura

Districten:
Adachi · Date · Futaba · Higashishirakawa · Ishikawa · Iwase · Kawanuma · Minamiaizu · Nishishirakawa · Onuma · Soma · Tamura · Yama
Gemeenten per district